# São João da Fresta
São João da Fresta es una freguesia portuguesa del concelho de Mangualde, con 7,52 km² de superficie y 281 habitantes (2001). Su densidad de población es de 37,4 hab/km².